# ユーリィ・ダルマティン
ユーリィ・ダルマティン（Jurij Dalmatin、1547年 - 1589年）は、スロベニアにおけるプロテスタントの牧師。また作家としても活躍し、聖書などの翻訳も手掛けた。

## 概説
1547年にクルシュコに生まれ、1572年に牧師となった。
作家として『Karšanske lepe molitve』（キリストの美しき祈り、1584年）、『Ta kratki würtemberški katekizmus』（ヴィッテンベルク公教要理短編、1585年）、『Agenda』（議題、1589年）などの宗教関連の本を著したが、彼のもっとも大きな業績はスロベニア語の聖書翻訳にある。
この聖書の標題は『Bibilija, tu je vse svetu pismu stariga inu noviga testamenta, slovenski tolmačena skuzi Jurija Dalmatina』、すなわち『聖書 －ユーリィ・ダルマティンによるスロベニア語翻訳された新旧の契約を記す完全なる教典－』と名付けられ、ヴィッテンベルクにて1584年に発表された。ダルマティンはその5年後の1589年、リュブリャナにて死去した。
一方、カトリックによる聖書のスロベニア語翻訳は彼の死後から約200年を経た1784年になってようやく始まり、1802年の完成を待つこととなる。